# راجحة عبد الأمير
راجحة بنت عبد الأمير بن علي اللواتي (  1953 – 2002) وزيرة عمانية ، أول امرأة عمانية تحتل منصب المدير العام، أول مسؤولة عن الإحصاءات الوطنية، المرأة الوحيدة المتقدمة في وظائف المركز إحصائي في عمان وتم اختيارها كأول مسؤولة عن الإحصاءات الوطنية، أول وزيرة عمانية تقلدت منصب وزيرة للسياحة.

## التعليم
تخرجت من قسم الرياضيات من جامعة بغداد بتقدير جيد جدا في عام 1972 م، وكما حصلت على شهادة الدكتوراة في عام 2005 م من جامعة أكسترا البريطانية حول أطروحتها عن التنمية في عمان.

## الحياة المهنية وتولي المناصب
في عام 1972 م عينت مفتشة في  وزارة المعارف "وزارة التربية والتعليم"، في خريف تلك ألسنة زار عمان وفد من الصندوق الدولي للتنمية التابع للأمم المتحدة لمساعدة عمان في إنشاء أول مركز إحصائي في عمان لأهمية الإحصاءات لأغراض التخطيط وتم اختيارها  كأول مسؤولة عن الإحصاءات الوطنية. وبعد صدور المرسوم السلطاني بتأسيس المجلس الأعلى للتخطيط الإقتصادي والإنمائي بتاريخ 5 أكتوبر 1972م، تم تعيين راجحة كأول مدير للإحصاءات الوطنية في المجلس. وبعد تشكيل مجلس التنمية بتاريخ 17 نوفمبر 1974م، أصبحت راجحة المدير العام للإحصائيات الوطنية لتصبح أول امرأة عمانية تحتل منصب المدير العام وكانت أحد الأعضاء الفاعلين في مجلس التنمية، وبتاريخ 6 فبراير 1988 م تم تعيين راجحة وكيلا لشؤون التخطيط بالأمانة الفنية لمجلس التنمية. وبعد إنشاء وزارة التنمية بتاريخ 15 يناير 1994 م، تم تعيين راجحة وكيلا لوزارة التنمية لشؤون الإحصاء والمعلومات وأشرفت على أعمال المديرية العامة للسياسات والبرامج الإقتصادية. وبعد إنشاء وزارة الاقتصاد الوطني في ديسيمبر عام  1997م تم تعيين راجحة وكيلا لشؤون التنمية في وزارة الاقتصاد الوطني. أشرفت راجحة على أول تعداد للسلطنة في عام 1993 م،  كما أشرفت على التعداد الثاني في عام 2003 م وكما ساهمت في كل الخطط الخمسية في مجلس التنمية ووزارة التنمية ووزارة الاقتصاد كما ساهمت بشكل فعال في رؤية عمان 2020 م. بقت في منصبها إلى صدور المرسوم السلطاني بإنشاء وزارة للسياحة وتعيينها وزيرا للسياحة بتاريخ 9 يونيو عام 2004 م.

## الإنجازات

### الخارجية
شاركت راجحة في عدة مؤتمرات محلية وعالمية كمؤتمر السيا والمؤتمر العربي للاستثمار الفندقي.. الخ، ومن خلال هذه المؤتمرات قامت معاليها بإيضاح إمكانية السلطنة واستراتيجتها السياحية والمقومات بما تحققة السلطنة بالجانب المحلي والعالمي.

### الداخلية
قامت بوضع حجر الأساس لمشروع مركز عُمان للمؤتمرات والمعارض بتاريخ 3 يناير 2010 م في حي العرفان بولاية بوشر ضمن محافظة مسقط.

## الجوائز
حصلت على جائزة الشرق الأوسط الثامنة للشخصية النسائية القيادية لتحقيق أفضل الإنجازات، وقد نالت معاليها وسام الإشادة السلطانية من الدرجة الأولى بالعيد الوطني الاربعين المجيد في بيت البركة بتاريخ 28 نوفمبر 2010 م، وذكرت ضمن أكثر 20 شخصية نسائية قوة ونفوذا في الشرق الأوسط في عام 2010 م.

## الوفاة
توفيت راجحة في المستشفى السلطاني بعد إصابتها بمرض السرطان وذلك في الساعة السابعة والنصف من مساء يوم الأربعاء 29  صفر 1441 هـ الموافق 2 فبراير 2011م عن عمر يناهز 57 عام.